# Октябрьский кризис (Квебек)
Октябрьский кризис (фр. Crise d'Octobre, англ. October Crisis) — события, связанные с похищением и убийством в 1970 году вице-премьера и министра труда Квебека Пьера Лапорта боевиками Фронта освобождения Квебека.

## Исторический контекст
Леворадикальная подпольная организация Фронт освобождения Квебека (ФОК) возникла в Квебеке в 1963 году. ФОК ставила своей задачей борьбу с «англо-саксонским империализмом» за создание независимого квебекского государства и допускала использование любых необходимых для этого средств, вплоть до насилия. За 7 лет своего существования (1963—1970) боевики ФОК совершили около 200 преступлений, в том числе убийства, ограбления и взрывы бомб.
Среди факторов, способствовавших созданию, деятельности и даже (на некоторых этапах) популярности ФОК, выделяются следующие:
1. активный поиск национальной самоидентификации франкоканадского большинства Квебека в 1960-е годы (одна из составных частей т. н. «Тихой революции»);
2. рост недовольства в квебекском обществе в связи с распространением безработицы в провинции;
3. успехи таких колониальных стран как Алжир, Вьетнам и Куба в борьбе за независимость.

## Хронология событий
5 октября 1970 года боевики из ячейки ФОК под названием «Либерасьон» похитили 49-летнего Джеймса Кросса, торгового представителя Великобритании в Монреале. Требования похитителей, изложенные в серии публичных посланий, включали освобождение 23 осужденных или задержанных членов ФОК, выкуп в размере 0,5 млн долларов, а также трансляцию манифеста ФОК в средствах массовой информации. Манифест, содержащий резкую критику властей, был прочитан на «Радио Канада», и 10 октября министр юстиции Квебека предложил похитителям возможность беспрепятственно скрыться за рубежом в обмен на освобождение заложника. Однако в тот же самый день вторая ячейка ФОК («Шенье») похитила вице-премьера и министра труда Квебека, 49-летнего Пьера Лапорта. 11 октября премьер-министр Квебека Робер Бурасса получил письмо Пьера Лапорта, в котором тот умолял спасти ему жизнь. 12 октября в Оттаву были введены вооруженные силы.
15 октября премьер-министр Квебека Робер Бурасса и мэр Монреаля Жан Драпо запросили поддержку Вооруженных сил Канады в помощь местной полиции. В этот же день в Монреале прошел трёхтысячный митинг в поддержку ФОК. 16 октября, в ответ на запрос квебекских властей, кабинет министров Канады под руководством премьер-министра Пьера Трюдо дал указание генерал-губернатору Канады Роланду Миченеру привести в действие Положение о военных мерах. В соответствии с этим положением ФОК был объявлен вне закона, обычные гражданские права и свободы были отменены, а вместо этого допускались обыски и аресты без ордера, длительные (до 21 дня) задержания без предъявления обвинений и без права на консультацию адвоката. В Квебеке было задержано свыше 450 человек, большинство из которых позже были отпущены на свободу без предъявления обвинений, среди которых были видные деятели культуры и искусства - поэты Гастон Мирон, Жеральд Годен, певица Полин Жюльен и др. Так впервые в канадской истории Положение о военных мерах было применено в мирное время.
17 октября тело Пьера Лапорта со следами удушения было найдено в багажнике автомобиля неподалеку от аэропорта Сен-Юбер. Первое за последние 102 года политическое убийство в Канаде шокировало население Квебека, в результате чего число сторонников ФОК резко уменьшилось.
В начале декабря 1970 года полиция обнаружила ячейку «Либерасьон», которая удерживала Джеймса Кросса, и договорилась о его освобождении в обмен на «свободный коридор» на Кубу для похитителей и нескольких родственников. 4 декабря Джеймс Кросс был отпущен, проведя 62 дня в качестве заложника. Четыре недели спустя была найдена ячейка «Шенье», члены которой были арестованы, а позже привлечены к уголовной ответственности за похищение и убийство. 23 декабря Трюдо объявил, что войска из Квебека будут выведены к 5 января 1971 года.
В декабре 1970 года Положение о военных мерах уступило место Положению об общественном порядке (временных мерах), срок действия которого истек 30 апреля 1971 года.

## Оценки событий
Реакция федерального правительства на похищение вызвала неоднозначную оценку в канадском обществе. Согласно опросам общественного мнения, подавляющее большинство канадцев поддержало действия кабинета, но квебекские националисты, а также защитники гражданских свобод по всей стране осудили эти действия как чрезмерные и создающие опасный прецедент упразднения гражданских свобод. С критикой правительства выступили такие видные политические деятели как Рене Левек, Роберт Стэнфилд, Томми Дуглас. Так или иначе, октябрьские события 1970 года стимулировали в обществе поддержку ненасильственных методов в борьбе за независимость Квебека и способствовали развитию политических методов достижения большей автономии и независимости. Это ярко проявилось в массовой поддержке Квебекской партии, которая, одержав победу на выборах в 1976 году, сформировала правительство провинции.